# Microcebus rufus
Microcebus rufus är en däggdjursart som beskrevs av É. Geoffroy Saint-Hilaire 1834. Microcebus rufus ingår i släktet musmakier och familjen muslemurer. IUCN kategoriserar arten globalt som sårbar. Inga underarter finns listade.
Arten blir ungefär 12,5 cm lång (huvud och bål), har en cirka 11,5 cm lång svans och väger ungefär 50 g. Den har rödbrun päls på ovansidan och krämfärgad till vitaktig päls på undersidan. På näsan och mellan ögonen finns en vitaktig strimma.
Denna musmaki förekommer på östra Madagaskar. Arten vistas i låglandet och i bergstrakter upp till 2000 meter över havet. Habitatet utgörs av fuktiga skogar, ibland med bambu eller eukalyptus som undervegetation. Microcebus rufus hittades även i marskland.
Individerna vilar i trädens håligheter, i självbyggda bon av blad och i övergivna fågelbon.
Microcebus rufus är aktiv på natten. Under den kalla årstiden mellan maj och september kan den tidvis falla i ett stelt tillstånd (torpor). Hanarnas revir har cirka en diameter av 200 meter och överlappar med flera honors revir. Arten äter huvudsakligen frukter som kompletteras med unga blad, blommor, naturgummi och några insekter. Antagligen ingår även nektar och pollen i födan. Microcebus rufus föredrar frukter av släktet Bakerella som innehåller mycket fiber och fett.
Vanligen parar sig en dominant hane med flera honor som lever i samma revir. Parningen sker i september eller oktober och efter två månaders dräktighet föds en till tre ungar. Ungarna diar sin mor cirka 60 dagar. De stannar sina första tre veckor i moderns bo. Honor i fångenskap hade ibland två kullar per år. Ungarna blir självständiga under första vintern och de kan para sig efter ett år. Microcebus rufus kan leva 6 till 8 år i naturen och 10 till 12 (hanar) respektive upp till 15 år (honor) i fångenskap.